# Ekala
Ekala – gaun wikas samiti w zachodniej części Nepalu w strefie Lumbini w dystrykcie Rupandehi. Według nepalskiego spisu powszechnego z 2001 roku liczył on 1230 gospodarstw domowych i 9265 mieszkańców (4454 kobiet i 4811 mężczyzn).